# Lobogeniates signicollis
Lobogeniates signicollis är en skalbaggsart som beskrevs av Ohaus 1917. Lobogeniates signicollis ingår i släktet Lobogeniates och familjen Rutelidae. Inga underarter finns listade i Catalogue of Life.